# Den fortabte Datter
Den fortabte Datter er en amerikansk stumfilm fra 1918 af Snub Pollard.

## Medvirkende
- Madge Kennedy som Clytie Rogers
- Tom Moore som Jimmy Gilpin
- Paul Doucet som LeRoy Hunter
- Ned Burton som William Rogers
- Mabel Ballin som May Wentworth